# Lars Gagge
Lars Pharo Gagge, född 29 juli 1907 i Sundsvall, död 13 oktober 1982 i Sundsvall, var en svensk målare.
Han var son till civilingenjören Gustaf Gagge och Cora Falkman och från 1945 gift med Astrid Elisabeth Hellström. Gagge studerade vid Tekniska skolan i Stockholm 1926–1928 och vid Konsthögskolan 1929–1934 samt under studieresor till Danmark. Separat ställde han ut i bland annat Sundsvall och Göteborg. Bland han offentliga verk märks en väggmålning i form av en skog i Citypalatset i Sundsvall, en väggmålning på Palms konditori och väggmålningen Noaks Ark i Högoms skolas matsal. Hans konst består av porträtt, djur och landskapsmålningar i olja och någon gång i akvarell. Gagge är representerad vid Hantverksmuseet i Sundsvall samt vid några folkhögskolor.